# Associació (fitosociologia)
L'associació és la unitat bàsica de classificació de les comunitats vegetals en la tipologia sigmatista (o sigui, seguint els criteris establerts pel S.I.G.M.A., Station Internationale de Géobotanique Méditerranéenne et Alpine, fundada pel botànic Josias Braun-Blanquet a Montpeller). Una associació és una construcció abstracta a partir d'una sèrie de comunitats reals, però s'hi poden referir totes les comunitats que tenen aspecte similar, que viuen en unes condicions ecològiques similar i, sobretot, que tenen un nucli d'espècies vegetals característiques.
Les associacions s'agrupen en aliances, les aliances en classes i les classes en divisions.